# 南部循環線
南部循環線（：／ Nambu Sunhwan seon */?）是位于韩国的一条已废弃的铁路，自京畿道義王市義王站至京畿道楊州市陶農站，修建目的是为了使貨運列車不必再進入首爾市區換線。

## 路线资料
- 路线距离：46.3km
- 轨间距离：1435mm
- 车站数：8
- 复线区间：
- 电化区间：

## 历史
- 1965年：开通该路线，長46.3km。
- 1993年：因使用價值不大，全部廢線。